# Rêve et réalité
Rêve et réalité è un cortometraggio del 1901 diretto da Ferdinand Zecca.
Remake del film Let Me Dream Again del 1900, diretto da George Albert Smith.

## Trama
Un distinto uomo di mezza età versa un bicchiere di champagne ad una giovane donna coperta in volto. Lui la scopre e la prende tra le sue braccia per baciarla. Ma tutto finisce, perché era solo un sogno; il protagonista si rende conto che è tornato nella realtà.